# 피오네르

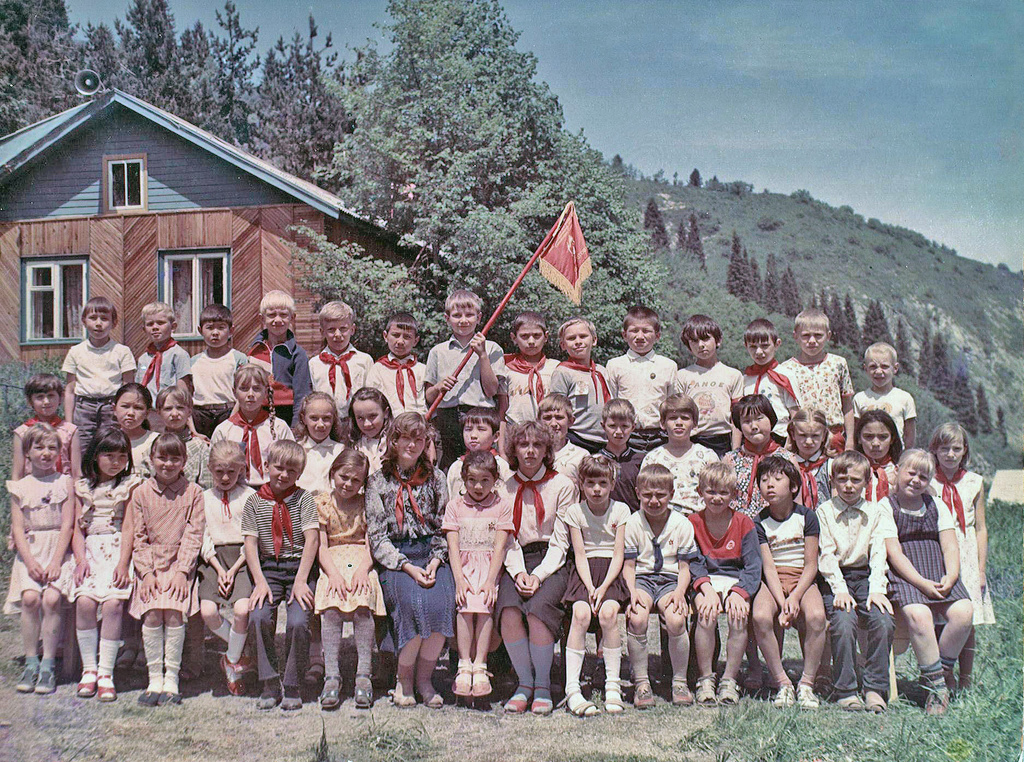
소련 카자흐 SSR의 피오네르 단원들

피오네르(러시아어: пионе́р)는 또는 피오네르 운동(러시아어: Пионерское движение)은 공산당과 공산국가에 의해 운영되는 소년단이다. 일반적으로 피오네르는 어린이를 가입 대상으로 하며, 13세가 넘거나 상급학교에 진학할 경우 공산주의청년동맹으로 이적하였다. 이 운동의 성격은 전반적으로 스카우트 운동과 비슷하였다.
처음으로 조직된 피오네르는 소련의 피오네르였으며, 제2차 세계 대전을 전후로 수립된 동구권의 국가들이 이 조직을 모방한 피오네르를 조직하였다.

## 현재 존재하는 피오네르조직

### 국가에 의해 운영되는 피오네르조직
| 국가                   | 이름           | 소속정당   |
| ---------------------- | -------------- | ---------- |
| 중화인민공화국         | 중국소년선봉대 | 중국공산당 |
| 조선민주주의인민공화국 | 조선소년단     | 조선로동당 |

### 정당에 의해 운영되는 피오네르조직
| 국가       | 이름                              | 소속정당             |
| ---------- | --------------------------------- | -------------------- |
| 러시아     | 전연방 피오네르조직               | 러시아 연방 공산당   |
| 우크라이나 | 우크라이나피오네르 조직           | 우크라이나 공산당    |
| 몰도바     | 몰도바 공화국 공산당 피오네르조직 | 몰도바 공화국 공산당 |
| 핀란드     | 인민민주주의피오네르동맹          | 핀란드 공산당        |

## 해체된 피오네르조직

### 옛 공산국가의 피오네르조직
| 국가           | 이름                                | 소속정당                    | 존속기간        |
| -------------- | ----------------------------------- | --------------------------- | --------------- |
| 소련           | 블라디미르 레닌 전연방 피오네르조직 | 소련 공산당                 | 1922년 ~ 1993년 |
| 유고슬라비아   | 유고슬라비아 피오네르동맹           | 유고슬라비아 공산주의자동맹 | 1942년 ~ 1992년 |
| 알바니아       | 엔베르 호자 피오네르                | 알바니아 노동당             | 1942년 ~ 1992년 |
| 불가리아       | 10월의 디미트로프 피오네르조직      | 불가리아 공산당             | 1944년 ~ 1990년 |
| 폴란드         | 폴란드 피오네르동맹                 | 폴란드 통일노동자당         | 1945년 ~ 1989년 |
| 루마니아       | 루마니아 피오네르조직               | 루마니아 공산당             | 1949년 ~ 1989년 |
| 체코슬로바키아 | 사회주의청년동맹 피오네르조직       | 체코슬로바키아 공산당       | 1945년 ~ 1990년 |
| 동독           | 에른스트 텔만 피오네르조직          | 독일 사회주의통일당         | 1948년 ~ 1990년 |
| 헝가리         | 헝가리 피오네르위원회               | 헝가리 사회노동당           | 1946년 ~ 1989년 |

## 같이 보기
- 콤소몰